# Vansoniacris rubricornis
Vansoniacris rubricornis är en insektsart som beskrevs av Vitaly Michailovitsh Dirsh 1958. Vansoniacris rubricornis ingår i släktet Vansoniacris och familjen Pamphagidae. Inga underarter finns listade i Catalogue of Life.